# Prva ljubezen (album)
Prva ljubezen je bil četrti glasbeni album slovenske pop skupine Foxy Teens; izšel je leta 2001.

## Diskografija
- Prva ljubezen
- Norela bi s teboj
- Rdeča šminka
- Ranjeno srce
- Zadnji rendez-vous
- Pelji me na morje
- Te oči
- Limbo dance
- Kje zdaj so vse noči
- Prva ljubezen - remix